# MANDARA
MANDARA（マンダラ）は、主題図を作成できるGISソフトウェアである。地理学者の谷謙二により開発された。

## 特徴
地域分析において有用なGISソフトウェアであり、特に地図の作図において優れている。さらに付属のデータ（統計データ・地図データ）を利用すれば地図作成をより簡単に行えるうえ、付属データのみでも日本の都道府県別人口分布図などの主題図も作成できる。この他、各機関の提供データや、独自データなどの地図化も行える。例えば、国勢調査の小地域統計の地図化が可能である。
費用の心配なく容易に利用できるGISソフトウェアであり、MANDARAによる地図の描画について、伊藤智章は「表計算ソフトでグラフを描く感覚」と説明している。
日本では、大学で広く用いられているほか、行政やビジネスの現場での利用者も多い。また、インターネット上で無料でソフトウェアをダウンロードできる点、Microsoft Excel形式のデータを少し修正することで主題図を作成できる点から、高等学校の地理の授業でも利用しやすい。MANDARAを利用した主題図の作成により統計データを可視化できるため、授業の場で地域差や地域性などを理解させるときにも使える。
ただし、MANDARAはWindowsでしか使用できない。

MANDARAで作成した主題図
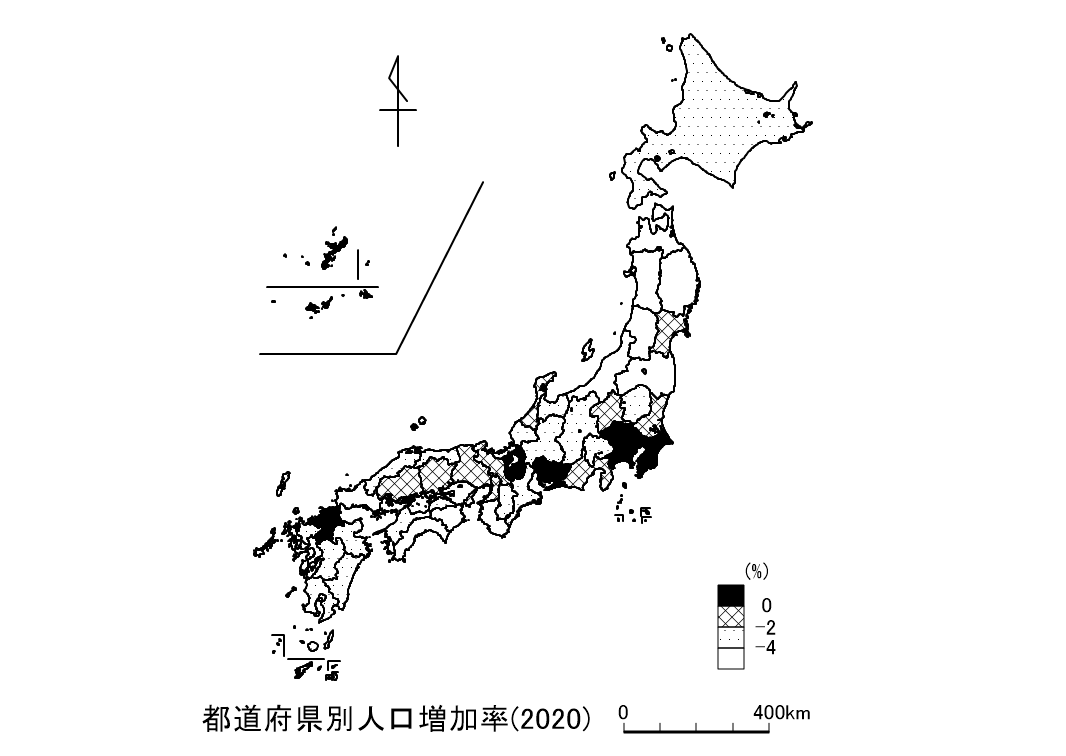
都道府県別人口増加率(2020年)
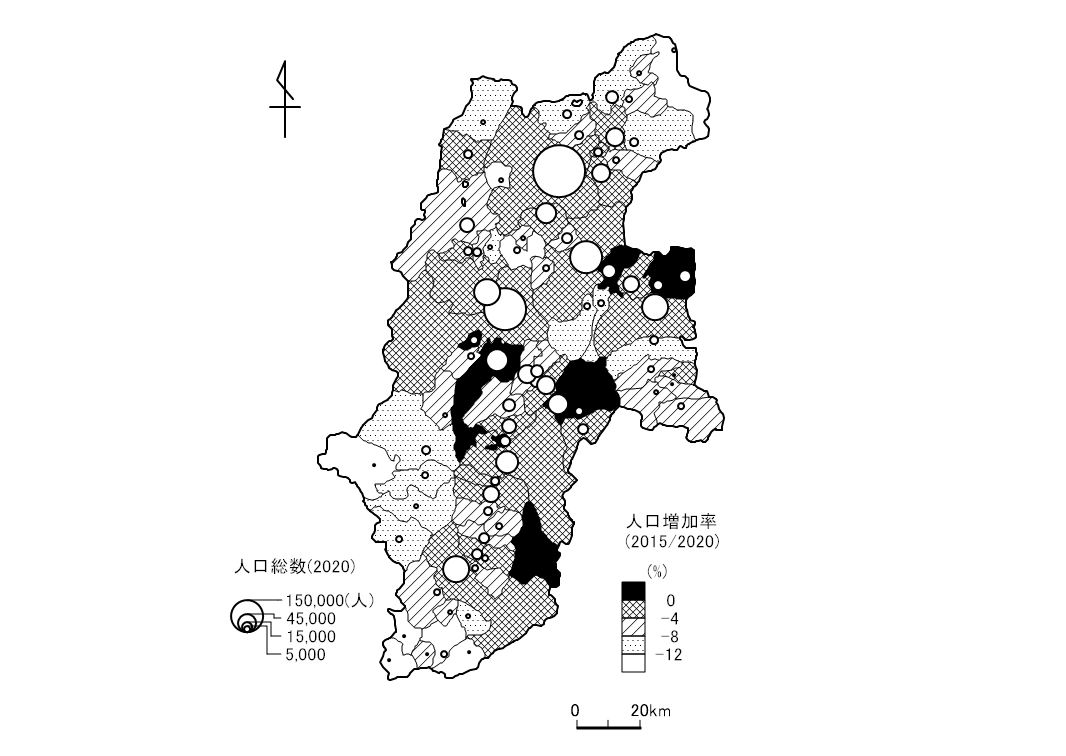
長野県の人口増加率と人口総数(2020)
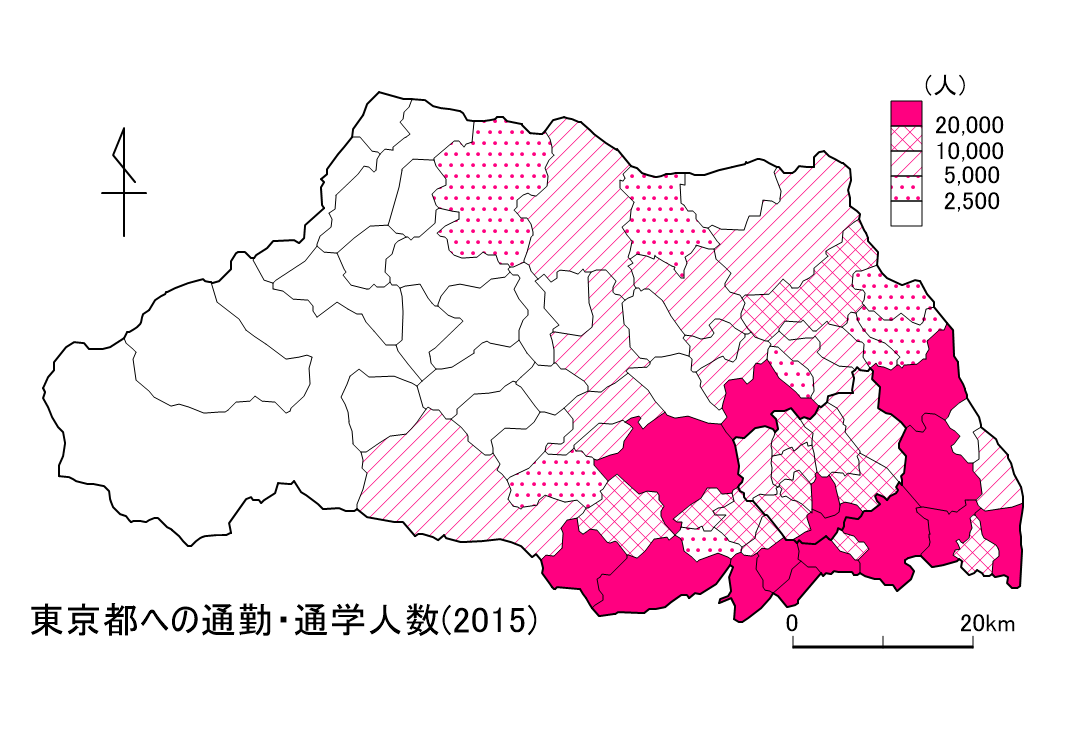
埼玉県から東京都への通勤・通学人数(2015年)

## 経緯
MANDARAが開発されたのは、谷が名古屋大学の学部生だったときである。1991年度に金沢市で行われた野外実習に関連して作成した、金沢市の人口分布変化を示すプログラムの経験をもとに、1992年末頃から、日本全国に対応したプログラムとして、ソフトの開発を試み、1993年の春に初版が完成した。なお、谷は卒業論文でもMANDARAを使用して分布図を作成している。
なお、当時は地理情報システム(GIS)が普及しはじめた時期であり、大学の地理学教室であってもどこでもGISを扱えるわけではなかった。
大学院の修士1年でMS-DOS版の作成が完了し、雑誌『地理』でも取りあげられた。1995年に名古屋大学で実施された日本地理学会秋季学術大会でも発表が行われた。
Windows 95の発売後には、Windows版への移行も行われた。2000年からはインターネット上での公開が開始され、2006年1月時点で既に7万件以上のダウンロードが行われていた。また、2004年に地理情報システム学会の学会賞（ソフトウェア部門）を受賞した。

## 解説書
- 谷　謙二 2011. 『フリーGISソフトMANDARAパーフェクトマスター』古今書院.[18]
- 後藤真太郎・谷　謙二・酒井聡一・坪井塑太郎・加藤一郎 2013. 『MANDARAとEXCELによる市民のためのGIS講座第3版―地図化すると見えてくる―』古今書院.[18]
- 谷　謙二 2018. 『フリーGISソフトMANDARA10パーフェクトマスター』古今書院.[6]
- 谷　謙二 2022. 『フリーGISソフトMANDARA10入門 増補版』古今書院.[19]